# Tour of Antalya 2022
Il Tour of Antalya 2022, quarta edizione della corsa, valido come prova dell'UCI Europe Tour 2019 categoria 2.1, si è svolto in 4 tappe dal 10 al 13 febbraio 2022 su un percorso di 600,5 km, con partenza ed arrivo ad Adalia, in Turchia. La vittoria fu appannaggio del danese Jacob Hindsgaul, che ha completato il percorso in 14h23'14" precedendo l'italiano Alessandro Fedeli ed il lussemburghese Luc Wirtgen.
Sul traguardo di Adalia 145 ciclisti, su 157 partenti, portarono a termine la competizione.

## Tappe
| Tappa  | Data        | Percorso           | km    | Vincitore di tappa | Leader cl. generale |
| ------ | ----------- | ------------------ | ----- | ------------------ | ------------------- |
| 1ª     | 10 febbraio | Adalia > Adalia    | 144,5 | Matteo Malucelli   | Matteo Malucelli    |
| 2ª     | 11 febbraio | Kemer > Adalia     | 183,3 | Dušan Rajović      | Dušan Rajović       |
| 3ª     | 12 febbraio | Aspendo > Termesso | 110,6 | Jacob Hindsgaul    | Jacob Hindsgaul     |
| 4ª     | 13 febbraio | Side > Adalia      | 162,1 | Jakub Mareczko     | Jacob Hindsgaul     |
| Totale | Totale      | Totale             | 600,5 |                    |                     |

## Squadre partecipanti
| N.      | Cod. | Squadra                         |
| ------- | ---- | ------------------------------- |
| 1-7     | AFC  | Alpecin-Fenix                   |
| 12-17   | UXT  | Uno-X Pro Cycling Team          |
| 21-26   | BWB  | Bingoal Pauwels Sauces WB       |
| 31-37   | DRA  | Drone Hopper-Androni Giocattoli |
| 41-47   | BCF  | Bardiani-CSF-Faizanè            |
| 51-57   | GAZ  | Gazprom-RusVelo                 |
| 61-66   | EOK  | Eolo-Kometa Cycling Team        |
| 71-77   | HPM  | Human Powered Health            |
| 81-87   | TNN  | Team Novo Nordisk               |
| 91-97   | TSG  | Terengganu Polygon Cycling Team |
| 101-107 | MCC  | Minsk Cycling Club              |
| 111-117 | BAI  | Bike Aid                        |

| N.      | Cod. | Squadra                         |
| ------- | ---- | ------------------------------- |
| 121-126 | LPC  | Leopard Pro Cycling             |
| 131-137 | WGC  | Wildlife Generation Pro Cycling |
| 141-147 | SBB  | Sakarya BB Pro Team             |
| 151-157 | STC  | Spor Toto Cycling Team          |
| 161-167 | GTS  | Giotti Victoria-Savini Due      |
| 171-177 | RDW  | WiV SunGod                      |
| 181-187 | RSW  | Team Felbermayr Simplon Wels    |
| 191-197 | ABC  | Abloc CT                        |
| 201-207 | SBB  | Saris Rouvy Sauerland Team      |
| 211-217 | COR  | Team Corratec                   |
| 221-227 | GER  | Germania                        |

## Dettagli delle tappe

### 1ª tappa
- 10 febbraio: Adalia > Adalia - 144,5 km

Risultati
| Pos. | Corridore         | Squadra | Tempo    |
| ---- | ----------------- | ------- | -------- |
| 1    | Matteo Malucelli  | Gazprom | 3h24'26" |
| 2    | Jakub Mareczko    | Alpecin | s.t.     |
| 3    | Karl Patrick Lauk | Bingoal | s.t.     |

| Pos. | Corridore         | Squadra | Tempo    |
| ---- | ----------------- | ------- | -------- |
| 1    | Matteo Malucelli  | Gazprom | 3h24'26" |
| 2    | Jakub Mareczko    | Alpecin | a 4"     |
| 3    | Karl Patrick Lauk | Bingoal | a 6"     |

### 2ª tappa
- 11 febbraio: Kemer > Adalia - 183,3 km

Risultati
| Pos. | Corridore        | Squadra      | Tempo    |
| ---- | ---------------- | ------------ | -------- |
| 1    | Dušan Rajović    | Corratec     | 4h35'10" |
| 2    | Matthew Gibson   | WiV SunGod   | s.t.     |
| 3    | Filippo Tagliani | Drone Hopper | s.t.     |

| Pos. | Corridore        | Squadra    | Tempo    |
| ---- | ---------------- | ---------- | -------- |
| 1    | Dušan Rajović    | Corratec   | 7h59'26" |
| 2    | Matteo Malucelli | Gazprom    | s.t.     |
| 3    | Matthew Gibson   | WiV SunGod | a 4"     |

### 3ª tappa
- 12 febbraio: Aspendo > Termesso - 110,6 km

Risultati
| Pos. | Corridore         | Squadra | Tempo    |
| ---- | ----------------- | ------- | -------- |
| 1    | Jacob Hindsgaul   | Uno-X   | 2h43'26" |
| 2    | Alessandro Fedeli | Gazprom | s.t.     |
| 3    | Luc Wirtgen       | Bingoal | s.t.     |

| Pos. | Corridore         | Squadra | Tempo     |
| ---- | ----------------- | ------- | --------- |
| 1    | Jacob Hindsgaul   | Uno-X   | 10h42'52" |
| 2    | Alessandro Fedeli | Gazprom | a 4"      |
| 3    | Luc Wirtgen       | Bingoal | a 6"      |

### 4ª tappa
- 13 febbraio: Side > Adalia - 162,1 km

Risultati
| Pos. | Corridore        | Squadra    | Tempo    |
| ---- | ---------------- | ---------- | -------- |
| 1    | Jakub Mareczko   | Alpecin    | 3h40'22" |
| 2    | Arvid de Kleijn  | Human Pow. | s.t.     |
| 3    | Matteo Malucelli | Gazprom    | s.t.     |

| Pos. | Corridore         | Squadra | Tempo     |
| ---- | ----------------- | ------- | --------- |
| 1    | Jacob Hindsgaul   | Uno-X   | 14h23'14" |
| 2    | Alessandro Fedeli | Gazprom | a 4"      |
| 3    | Luc Wirtgen       | Bingoal | a 6"      |

## Classifiche finali

### Classifica generale - Maglia magenta
| Pos. | Corridore         | Squadra     | Tempo     |
| ---- | ----------------- | ----------- | --------- |
| 1    | Jacob Hindsgaul   | Uno-X       | 14h23'14" |
| 2    | Alessandro Fedeli | Gazprom     | a 4"      |
| 3    | Luc Wirtgen       | Bingoal     | a 6"      |
| 4    | Ådne Holter       | Uno-X       | a 7"      |
| 5    | Kyle Murphy       | Human Pow.  | a 8"      |
| 6    | Henok Mulubrhan   | Bike Aid    | a 10"     |
| 7    | Benjamin Perry    | WiV SunGod  | s.t.      |
| 8    | Eduardo Sepúlveda | Drone Hopp. | s.t.      |
| 9    | Anatolij Budjak   | Terengganu  | s.t.      |
| 10   | Metkel Eyob       | Terengganu  | a 14"     |

### Classifica a punti - Maglia gialla
| Pos. | Corridore        | Squadra    | Punti |
| ---- | ---------------- | ---------- | ----- |
| 1    | Jakub Mareczko   | Alpecin    | 9     |
| 2    | Matteo Malucelli | Gazprom    | 8     |
| 3    | Matthew Gibson   | WiV SunGod | 6     |
| 4    | Jacob Hindsgaul  | Uno-X      | 5     |
| 5    | Dušan Rajović    | Corratec   | 5     |

### Classifica GPM - Maglia arancione
| Pos. | Corridore         | Squadra    | Punti |
| ---- | ----------------- | ---------- | ----- |
| 1    | Daniel Turek      | Felbermayr | 12    |
| 2    | Jacob Hindsgaul   | Uno-X      | 10    |
| 3    | Jacob Scott       | WiV SunGod | 9     |
| 4    | Alessandro Fedeli | Gazprom    | 8     |
| 5    | Benjamin Perry    | WiV SunGod | 7     |

### Classifica a squadre
| Pos. | Squadra                         | Tempo     |
| ---- | ------------------------------- | --------- |
| 1    | Terengganu Polygon Cycling T.   | 43h10'20" |
| 2    | Drone Hopper-Androni Giocattoli | a 5"      |
| 3    | Leopard Pro Cycling             | a 52"     |
| 4    | Uno-X Pro Cycling Team          | a 53"     |
| 5    | Bike Aid                        | a 1'03"   |